# Макензі Лі
Макензі Лі (англ. Makenzie Leigh; нар. 8 серпня 1990 року) — американська акторка, найбільш відома за роллю у фільмі Енга Лі «Довга перерва прогулянки Біллі Лінна» (2016).

## Раннє життя
Лі народилася в Далласі, штат Техас, 8 серпня 1990 року.

## Кар'єра
Перша помітна роль Лі відбулася в ролі Лізи в першому сезоні телесеріалу «Ґотем» (2014–2015). Вона також була представлена у ролі няні в телевізійному міні-серіалі 2015 року «Ляпас», рімейку однойменного австралійського серіалу.
Лі зіграла роль другого плану у фільмі «Джеймс Уайт» (2015) і зіграла невелику роль у серіалі «Моцарт у джунглях» від Amazon.
Лі зіграла роль уболівальниці Dallas Cowboys Фейсон у фільмі режисера Енга Лі «Довга перерва Біллі Лінна» (2016).
30 серпня 2021 року було оголошено, що Лі зіграє роль Сьюзан Нортон в екранізації фільму Стівена Кінга «Салимове Лігво» для Warner Bros. Pictures і New Line Cinema.

## Особисте життя
У жовтні 2023 року Лі повідомила в Instagram, що вона заручилися з партнером, з яким прожила п'ять років. У грудні 2024 року Лі поділилася, що у них народилася перша дитина.

## Фільмографія

### Фільми
| Рік  |    | Українська назва                      | Оригінальна назва               | Роль              |
| ---- | -- | ------------------------------------- | ------------------------------- | ----------------- |
| 2012 | ф  | Дівчата проти хлопців                 | Girls Against Boys              | дівчина в сльозах |
| 2015 | ф  | Джеймс Уайт                           | James White                     | Джейн             |
| 2016 | ф  | Біллі Лінн: Довга перерва посеред бою | Billy Lynn's Long Halftime Walk | Фейсон            |
| 2018 | кф | Зникаюча принцеса                     | The Vanishing Princess          | принцеса          |
| 2019 | ф  | Асистент                              | The Assistant                   | Рубі              |
| 2019 | ф  | Світлові роки                         | Light Years                     | Ем                |
| 2024 | ф  | Салемз Лот                            | Salem's Lot                     | Сьюзан Нортон     |

### Телебачення
| Рік       |   | Українська назва                    | Оригінальна назва                 | Роль                                                |
| --------- | - | ----------------------------------- | --------------------------------- | --------------------------------------------------- |
| 2011      | с | Закон і порядок: Спеціальний корпус | Law & Order: Special Victims Unit | Лана Міллс (Епізод: "Double Strands")               |
| 2013      | с |                                     | Deception                         | юна Вів'єн (3 епізоди)                              |
| 2013      | с | Гарна дружина                       | The Good Wife                     | Рейні Селвін (Епізод: "Rape: A Modern Perspective") |
| 2013      | с | Незабутнє                           | Unforgettable                     | Селін Еммінгер (2 епізоди)                          |
| 2014—2015 | с | Ґотем                               | Gotham                            | Ліза (7 епізодів)                                   |
| 2014      | с | Моцарт у джунглях                   | Mozart in the Jungle              | Аддісон (2 епізоди)                                 |
| 2015      | с | Ляпас                               | The Slap                          | Конні (8 епізодів)                                  |
| 2015      | с | Лікарня Нікербокер                  | The Knick                         | Емі О'Коннор (2 епізоди)                            |
| 2019      | с |                                     | The Code                          | Елла Стайн (Епізод: "Molly Marine")                 |

## Зовнішні посилання
- Макензі Лі на сайті IMDb (англ.)